# Ла-Виль-о-Буа-ле-Дизи
Ла-Виль-о-Буа́-ле-Дизи́ (фр. La Ville-aux-Bois-lès-Dizy) — коммуна во Франции, находится в регионе Пикардия. Департамент коммуны — Эна. Входит в состав кантона Вервен. Округ коммуны — Вервен.
Код INSEE коммуны — 02802.

## Население
Население коммуны на 2010 год составляло 180 человек.
| 1962 | 1968 | 1975 | 1982 | 1990 | 1999 | 2010 |
| ---- | ---- | ---- | ---- | ---- | ---- | ---- |
| 323  | 300  | 229  | 204  | 210  | 205  | 180  |

## Экономика
В 2010 году среди 117 человек трудоспособного возраста (15—64 лет) 88 были экономически активными, 29 — неактивными (показатель активности — 75,2 %, в 1999 году было 61,7 %). Из 88 активных жителей работали 67 человек (43 мужчины и 24 женщины), безработных было 21 (9 мужчин и 12 женщин). Среди 29 неактивных 8 человек были учениками или студентами, 10 — пенсионерами, 11 были неактивными по другим причинам.